# Уховски, Галь
Галь Ухо́вски (ивр. גל אוחובסקי‎, англ. Gal Uchovsky, родился в 1958 году, Хадера, Израиль) — израильский сценарист, продюсер и журналист, открытый гей.

## Биография
Его дед и бабка — родом из Москвы, эмигрировали в 1919 году. Родился в 1958 году в Хадере, Израиль, до пяти лет рос в Вене, в 1963 году вернулся с семьёй обратно. После службы в армии переехал в Тель-Авив, работал стюардом в авиакомпании Эль-Аль. Начал свою карьеру журналиста в 1982 году с публикаций на политические и социальные темы в различных израильских газетах. 
В 1988 году Гал знакомится на последних годах обучения в Тель-Авивском университете со своим будущим супругом Эйтаном Фоксом. С тех пор они живут и работают вместе: наиболее известные свои фильмы — плод совместного труда. Начав свою карьеру в кинематографе с музыкального консультанта, он стал принимать активное участие в продюсировании фильмов и написании сценариев.
С 1993 года Гал работает во влиятельной израильской газете Маарив, в последнее время активно работает на телевидении, в том числе в различных ток-шоу, например Кохав Нолад.
Гал Уховски активный приверженец ЛГБТ-движения, один из основателей ЛГБТ-организации «Игги», принимает участие в организации различных правозащитных мероприятий, в том числе митинга солидарности по поводу теракта в «Бар-Ноаре».

## Фильмография
- Песня сирены («Shirat Ha'Sirena», «Siren's Song», 1994) (музыкальный консультант)
- Флорентина («Florentin», 1997, телесериал) (сценарист)
- Всем сердцем («Ba'al Ba'al Lev» 1997) (сценарист)
- Йосси и Джаггер (2002) (продюсер, музыкальный консультант)
- Прогулки по воде (2004) (продюсер, сценарист)
- Пузырь (2006) (продюсер, сценарист)

## Награды
- Дурбанский Международный Кинофестиваль: фильм Пузырь — Лучший сценарий